# Amphineurus (Amphineurus) perdecorus
Amphineurus (Amphineurus) perdecorus is een tweevleugelige uit de familie steltmuggen (Limoniidae). De soort komt voor in het Australaziatisch gebied.